# Brevilliers
Ne doit pas être confondu avec Brévillers (Pas-de-Calais) ou Brévillers (Somme).
Brevilliers est une commune française située dans le département de la Haute-Saône, la région culturelle et historique de Franche-Comté et la région administrative Bourgogne-Franche-Comté.

## Géographie

### Situation
Brevilliers, banlieue Est d'Héricourt, est située à la croisée de l'ancienne nationale 83 Lyon-Strasbourg et de la nouvelle nationale 19 Paris-Berne.
Le village se situe également à l'intersection du chemin de grande randonnée n°5 (GR5) et du chemin de Saint-Jacques de Compostelle (section Bâle-Besançon).
La commune située dans l'Est du département de la Haute-Saône, se trouve en limite des deux départements du Doubs et du Territoire-de-Belfort et au cœur du pôle métropolitain Nord Franche-Comté, ex-pays de l'Aire urbaine Belfort-Montbéliard-Héricourt-Delle.

### Climat
Pour des articles plus généraux, voir Climat de la Bourgogne-Franche-Comté et Climat de la Haute-Saône.
En 2010, le climat de la commune est de type climat de montagne, selon une étude du Centre national de la recherche scientifique s'appuyant sur une série de données couvrant la période 1971-2000. En 2020, Météo-France publie une typologie des climats de la France métropolitaine dans laquelle la commune est exposée à un climat semi-continental et est dans une zone de transition entre les régions climatiques « Lorraine, plateau de Langres, Morvan » et « Vosges ». 
Pour la période 1971-2000, la température annuelle moyenne est de 9,5 °C, avec une amplitude thermique annuelle de 17,4 °C. Le cumul annuel moyen de précipitations est de 1 235 mm, avec 13,8 jours de précipitations en janvier et 10,8 jours en juillet. Pour la période 1991-2020, la température moyenne annuelle observée sur la station météorologique de Météo-France la plus proche, « Dorans », sur la commune de Dorans à 4 km à vol d'oiseau, est de 10,9 °C et le cumul annuel moyen de précipitations est de 974,0 mm. 
La température maximale relevée sur cette station est de 38,1 °C, atteinte le 24 juillet 2019 ; la température minimale est de −16 °C, atteinte le 20 décembre 2009,,. 
Les paramètres climatiques de la commune ont été estimés pour le milieu du siècle (2041-2070) selon différents scénarios d'émission de gaz à effet de serre à partir des nouvelles projections climatiques de référence DRIAS-2020. Ils sont consultables sur un site dédié publié par Météo-France en novembre 2022.

## Urbanisme

### Typologie
Au 1er janvier 2024, Brevilliers est catégorisée ceinture urbaine, selon la nouvelle grille communale de densité à sept niveaux définie par l'Insee en 2022.
Elle appartient à l'unité urbaine de Héricourt, une agglomération intra-départementale regroupant deux  communes, dont elle est une commune de la banlieue,,. Par ailleurs la commune fait partie de l'aire d'attraction de Belfort, dont elle est une commune de la couronne,. Cette aire, qui regroupe 91 communes, est catégorisée dans les aires de 50 000 à moins de 200 000 habitants,.

### Occupation des sols
L'occupation des sols de la commune, telle qu'elle ressort de la base de données européenne d’occupation biophysique des sols Corine Land Cover (CLC), est marquée par l'importance des forêts et milieux semi-naturels (47,4 % en 2018), en diminution par rapport à 1990 (50,1 %). La répartition détaillée en 2018 est la suivante : 
forêts (47,4 %), terres arables (18,9 %), zones agricoles hétérogènes (14,3 %), prairies (10,9 %), zones urbanisées (7,9 %), zones industrielles ou commerciales et réseaux de communication (0,6 %). L'évolution de l’occupation des sols de la commune et de ses infrastructures peut être observée sur les différentes représentations cartographiques du territoire : la carte de Cassini (XVIIIe siècle), la carte d'état-major (1820-1866) et les cartes ou photos aériennes de l'IGN pour la période actuelle (1950 à aujourd'hui).

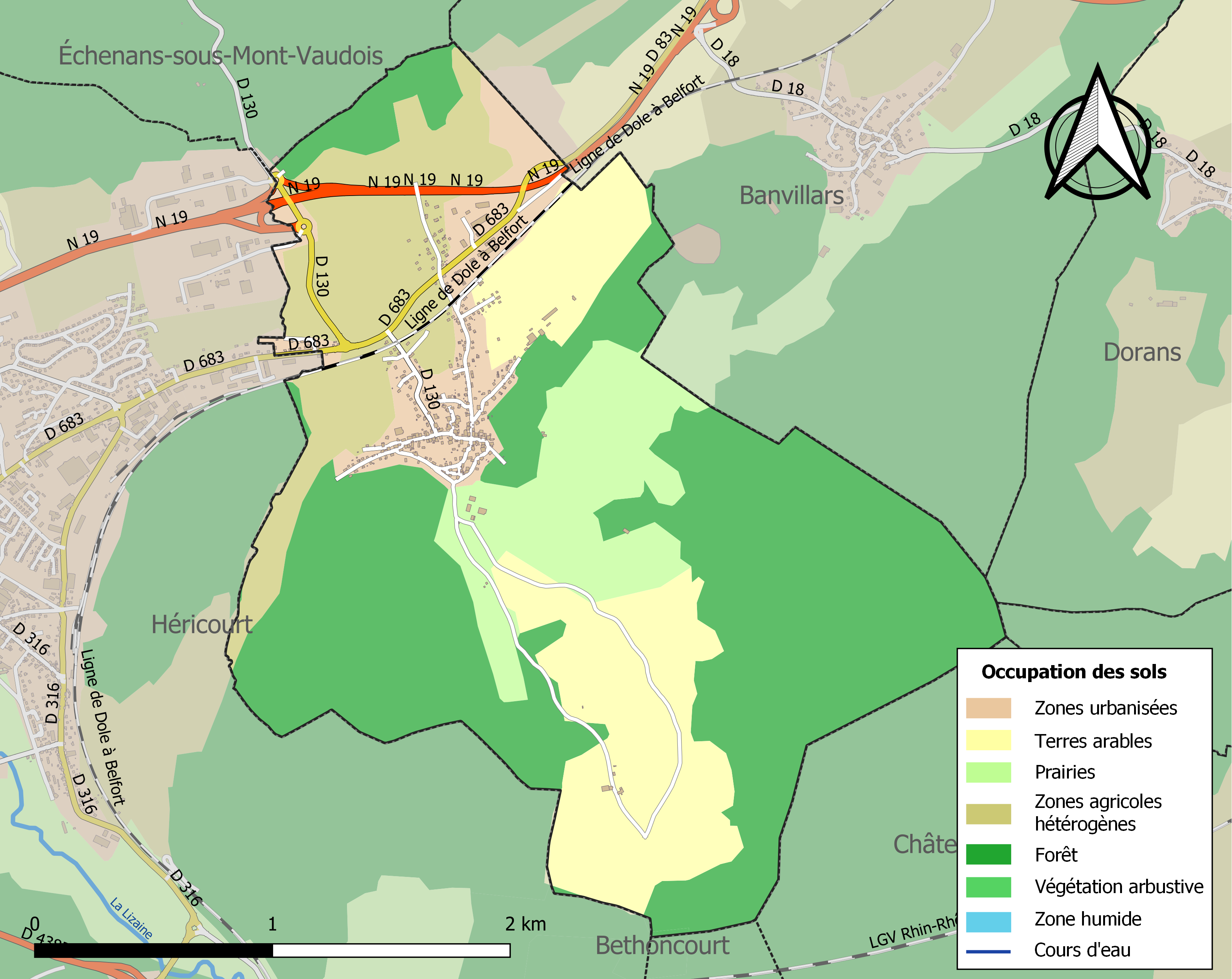
Carte des infrastructures et de l'occupation des sols de la commune en 2018 (CLC).

## Politique et administration

### Rattachements administratifs et électoraux
Brevilliers fait partie de l'arrondissement de Lure du département de la Haute-Saône, en région Bourgogne-Franche-Comté.
La commune était historiquement rattachée depuis la Révolution française au canton d'Héricourt. Celui-ci a été scindé en 1985 et la commune rattachée au canton de Héricourt-Est. Dans le cadre du redécoupage cantonal de 2014 en France, la commune fait désormais partie du Canton d'Héricourt-1.

### Intercommunalité
La commune est membre de la communauté de communes du Pays d'Héricourt, intercommunalité créée au 1er janvier 2001

### Liste des maires

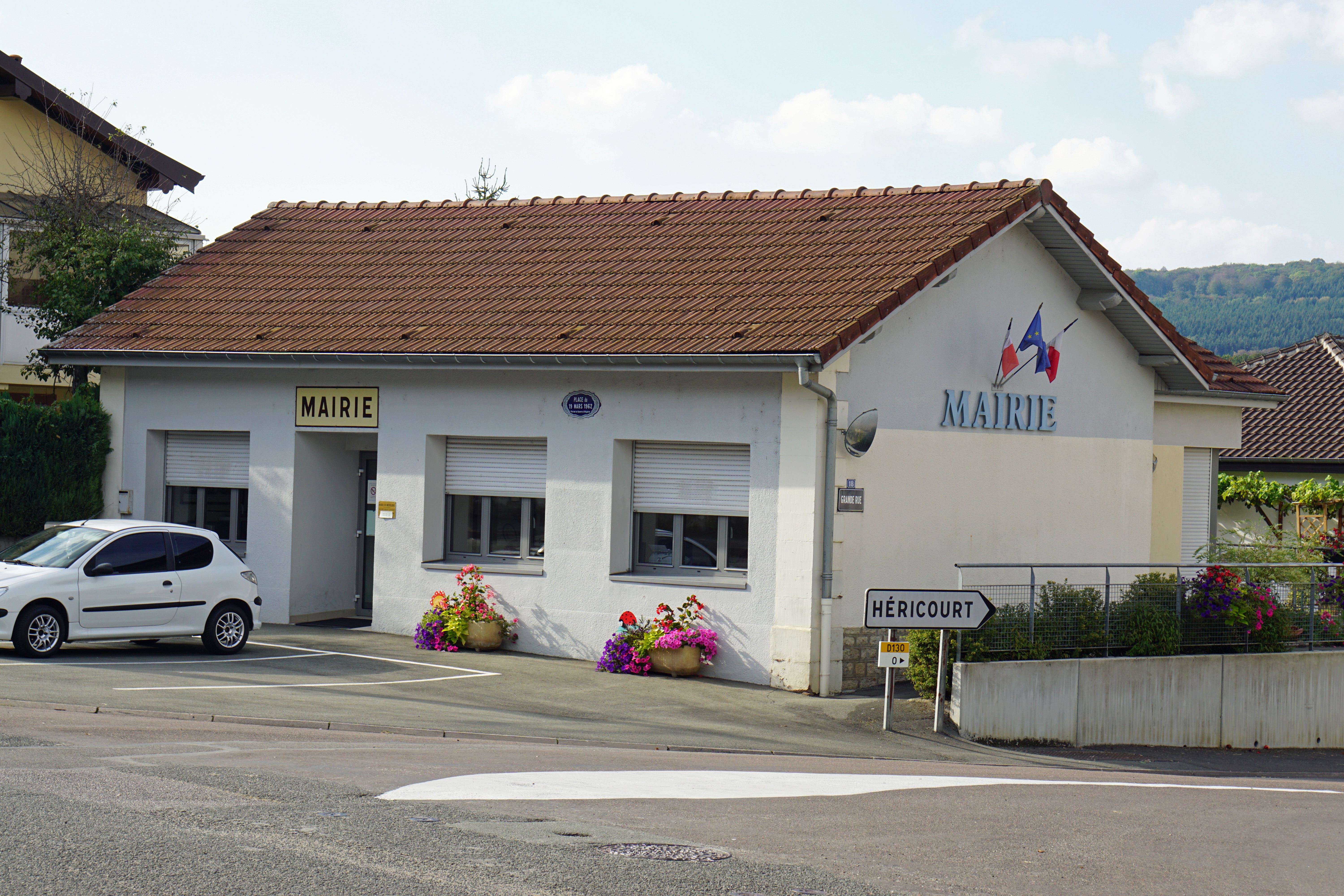
La mairie.

| Période                                  | Période                   | Identité       | Étiquette | Qualité                                                                           |
| ---------------------------------------- | ------------------------- | -------------- | --------- | --------------------------------------------------------------------------------- |
| Les données manquantes sont à compléter. |                           |                |           |                                                                                   |
| mars 2001                                | mars 2014                 | Henri Jacquot  | PS        |                                                                                   |
| mars 2014                                | En cours (au 28 mai 2020) | Michel Claudel |           | Vice-président de la CC Pays d'Héricourt (2014 → ) Réélu pour le mandat 2020-2026 |

## Population et société

### Démographie
En 2022, Brevilliers comptait 628 habitants. À partir du XXIe siècle, les recensements réels des communes de moins de 10 000 habitants ont lieu tous les cinq ans. Les autres « recensements » sont des estimations.
| 1793 | 1800 | 1806 | 1821 | 1831 | 1836 | 1841 | 1846 | 1851 |
| ---- | ---- | ---- | ---- | ---- | ---- | ---- | ---- | ---- |
| 259  | 288  | 284  | 376  | 385  | 395  | 391  | 399  | 401  |

| 1856 | 1861 | 1866 | 1872 | 1876 | 1881 | 1886 | 1891 | 1896 |
| ---- | ---- | ---- | ---- | ---- | ---- | ---- | ---- | ---- |
| 378  | 378  | 364  | 346  | 354  | 344  | 359  | 397  | 379  |

| 1901 | 1906 | 1911 | 1921 | 1926 | 1931 | 1936 | 1946 | 1954 |
| ---- | ---- | ---- | ---- | ---- | ---- | ---- | ---- | ---- |
| 388  | 387  | 379  | 354  | 366  | 342  | 310  | 316  | 362  |

| 1962 | 1968 | 1975 | 1982 | 1990 | 1999 | 2006 | 2007 | 2012 |
| ---- | ---- | ---- | ---- | ---- | ---- | ---- | ---- | ---- |
| 447  | 534  | 564  | 567  | 581  | 564  | 613  | 620  | 621  |

| 2017 | 2022 | - | - | - | - | - | - | - |
| ---- | ---- | - | - | - | - | - | - | - |
| 634  | 628  | - | - | - | - | - | - | - |

### Santé
L'hôpital le plus proche est l'hôpital Nord Franche-Comté situé à Trévenans, dans le Territoire de Belfort (département voisin), entre Belfort et Montbéliard,.

## Économie
Agriculture, forêt, recyclage automobile, commerces, projet d'éoliennes

## Lieux et monuments
- Dolmen des Issières : dolmen classé au titre des monuments historiques en 1979[23].

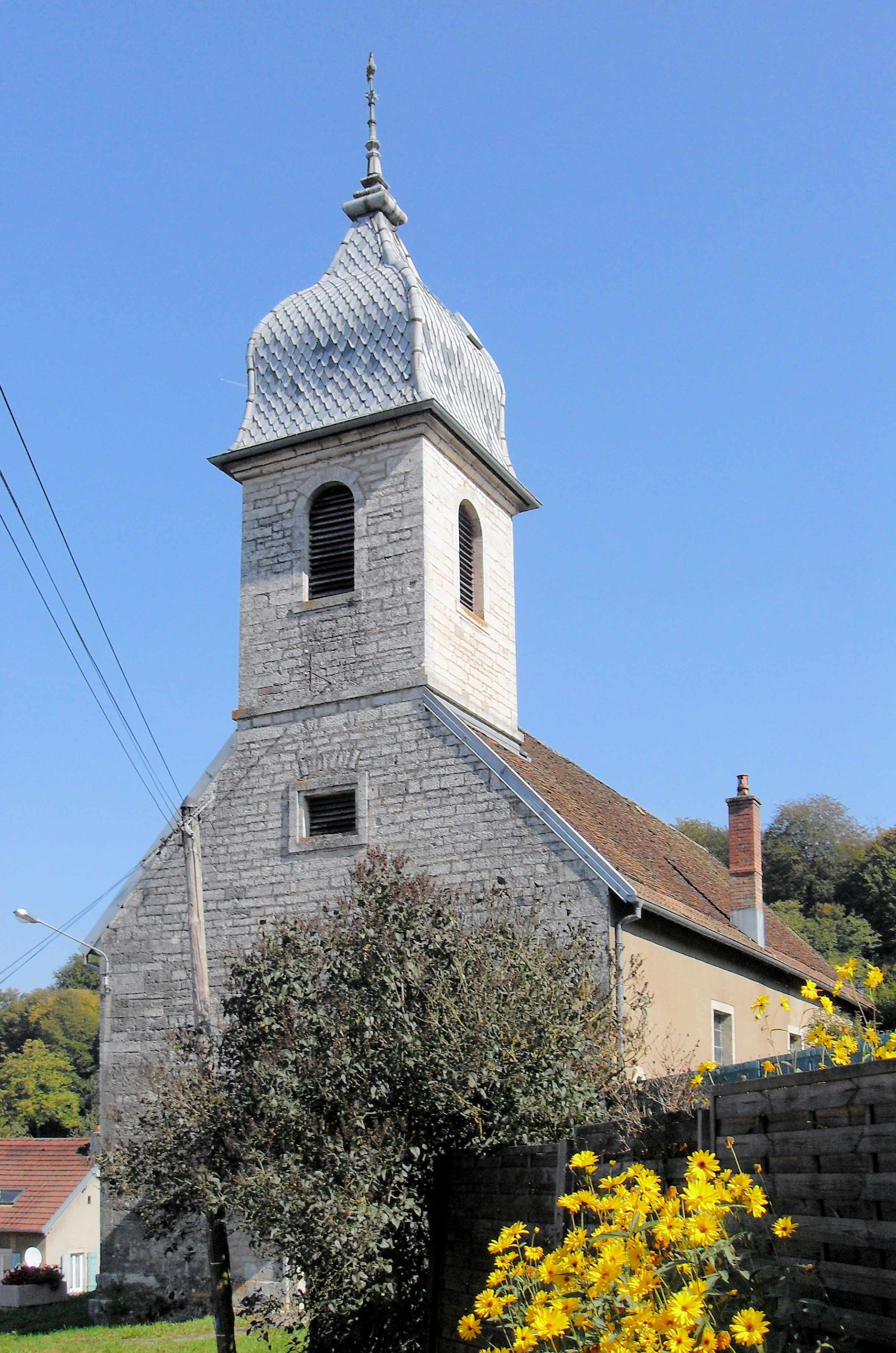
Le temple protestant.
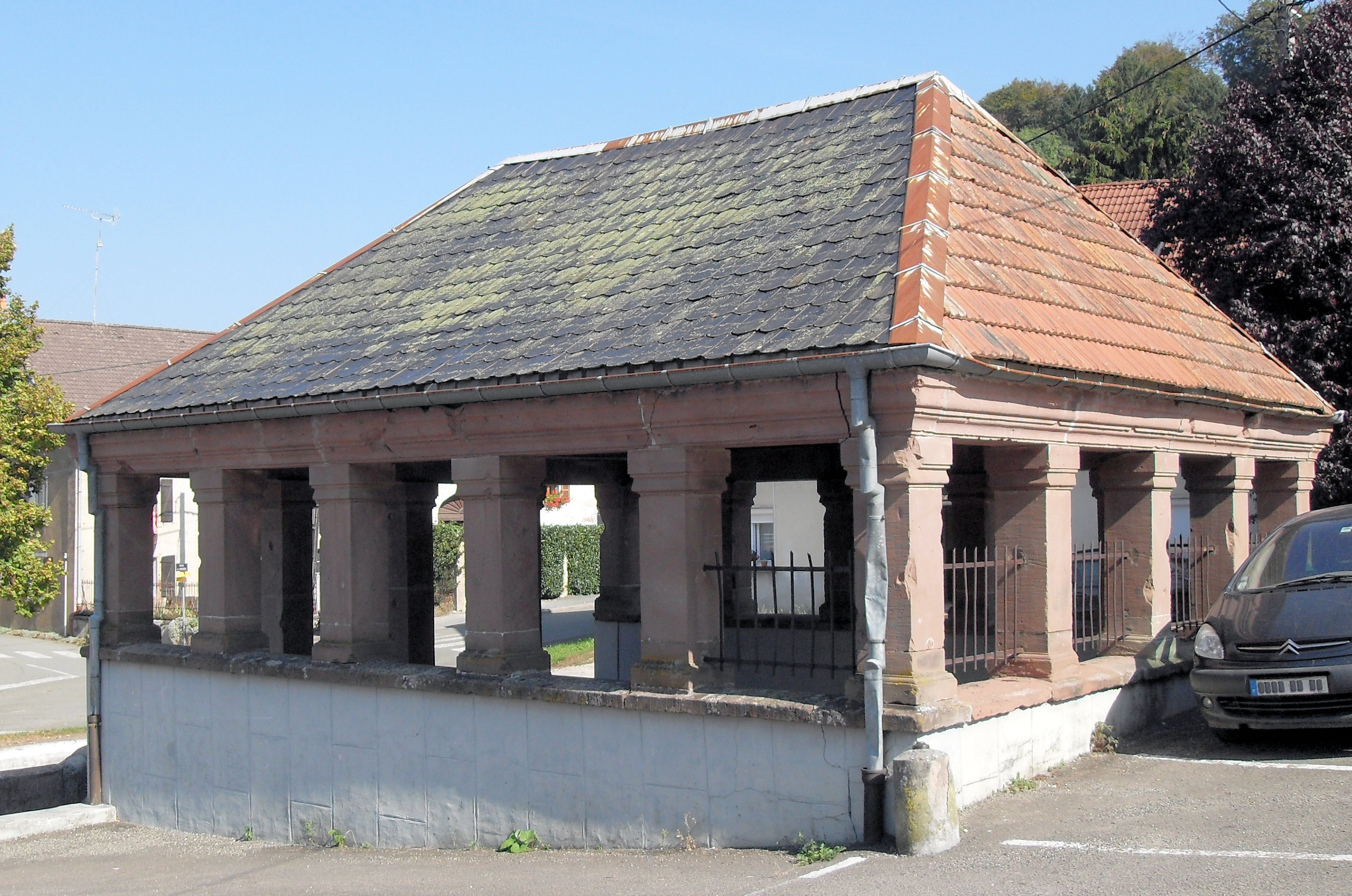
Le lavoir.
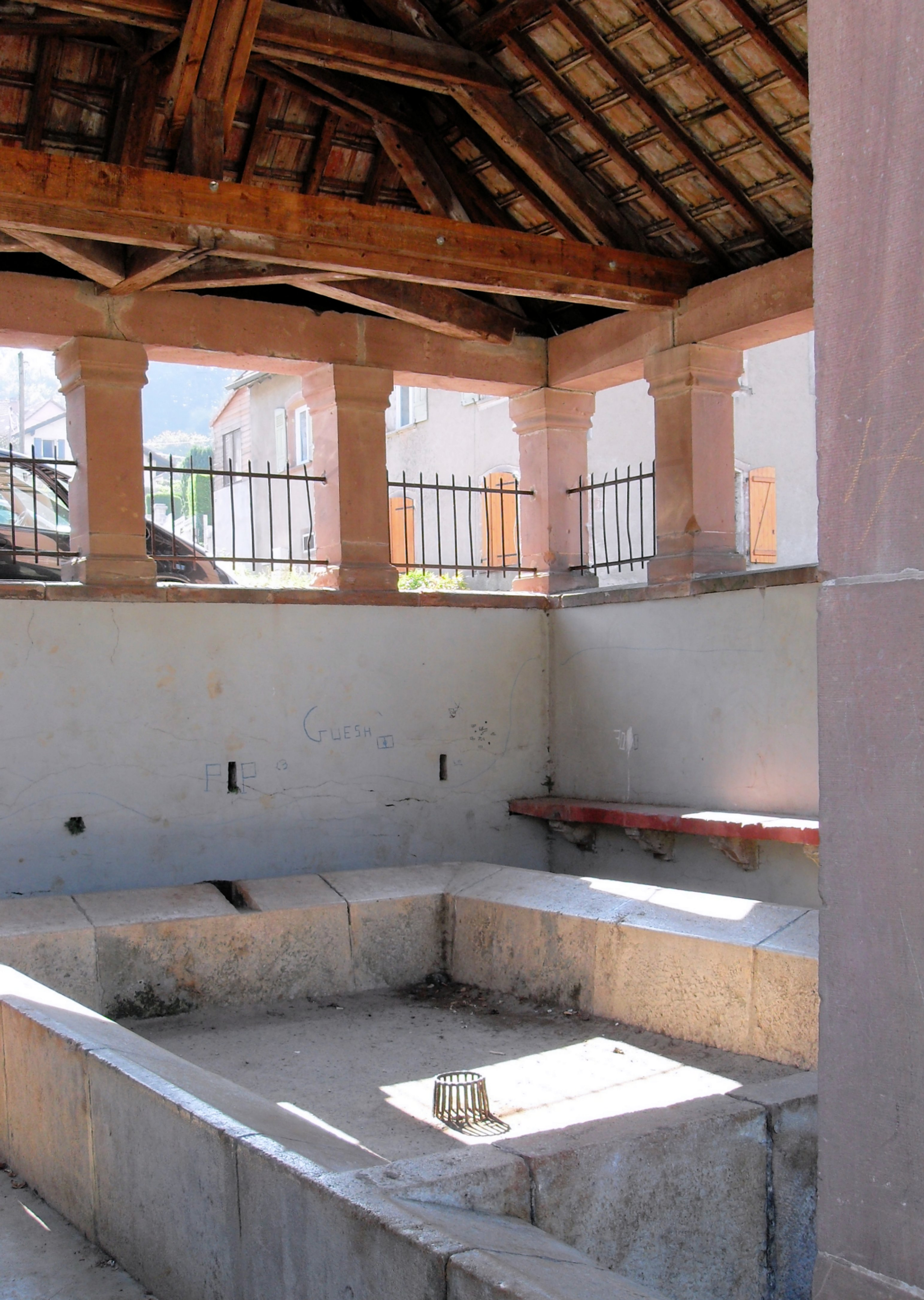
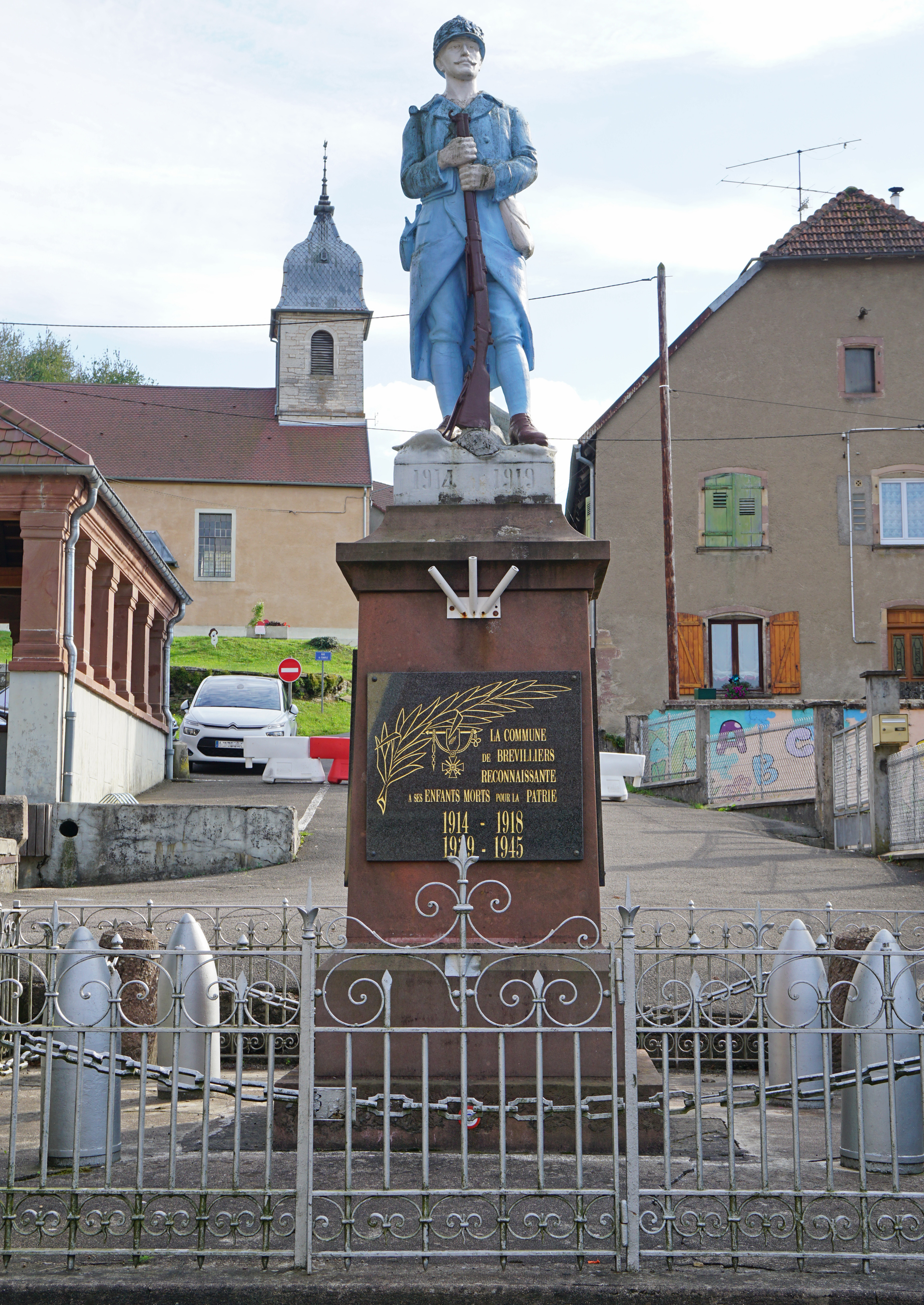
Monument aux morts.
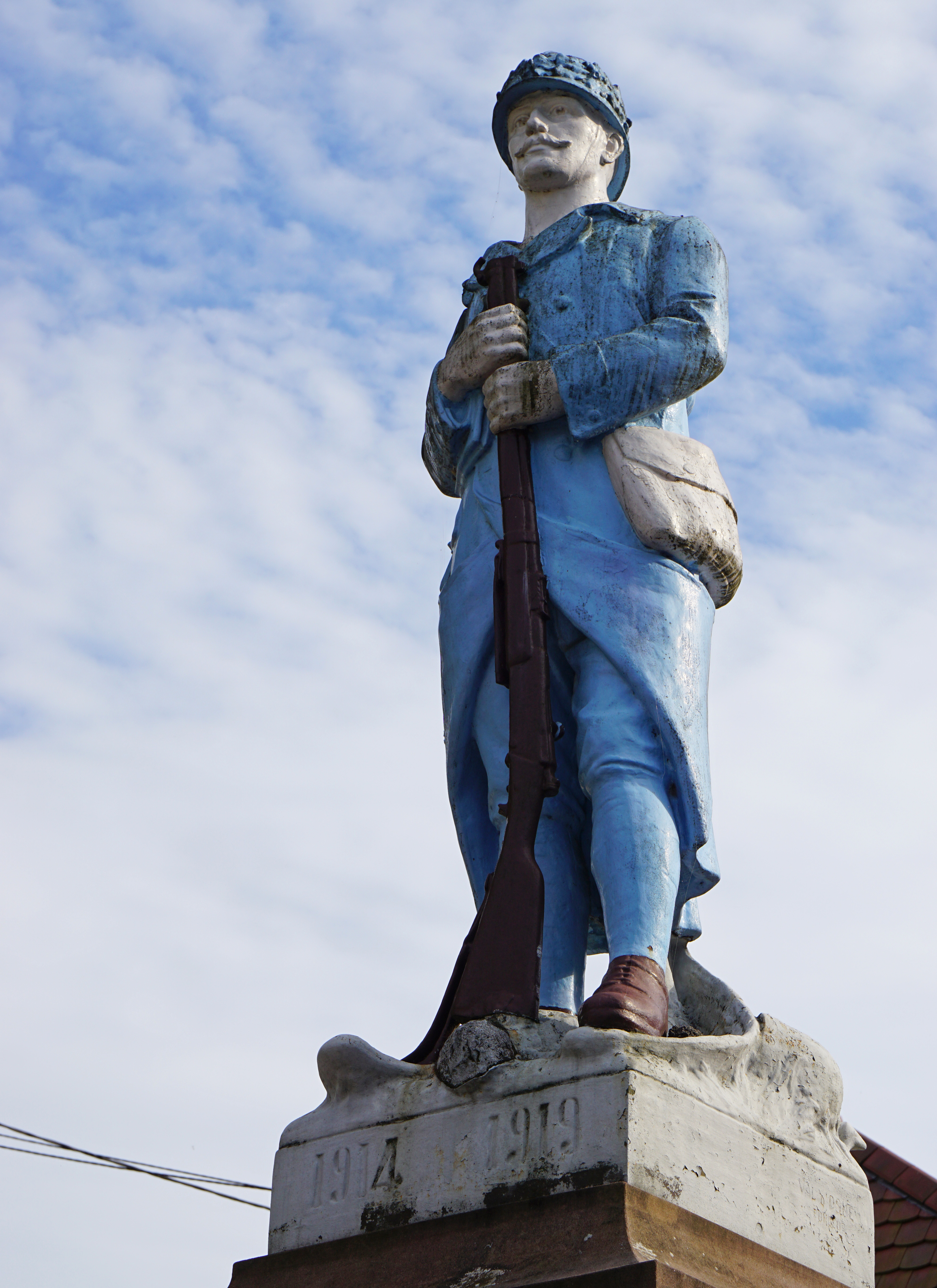
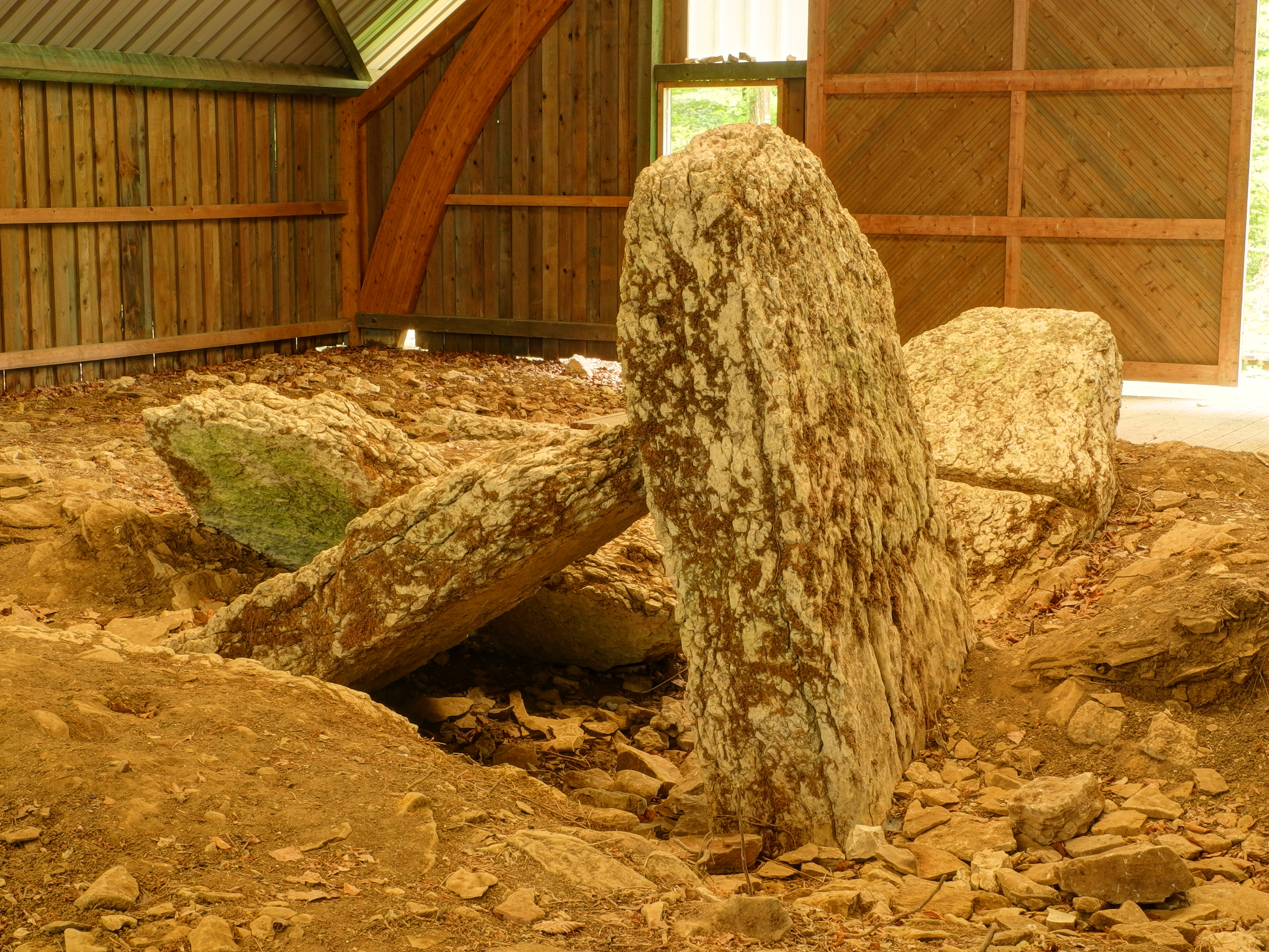
Dolmen des Issières.

## Personnalités liées à la commune
Georges Cuvier, paléontologue, a passé ses vacances d'enfance dans la commune.